# Avery John
Avery John (* 18. Juni 1975 in Point Fortin) ist ein ehemaliger Fußballspieler aus Trinidad und Tobago. Der Abwehrspieler stand zuletzt bei D.C. United in der US-amerikanischen Major League Soccer unter Vertrag. John wurde meist als Innenverteidiger eingesetzt, konnte aber auch in den Außenpositionen der Abwehr spielen; er war in der MLS wegen seiner Schnelligkeit und Spurtstärke bekannt. Er ist der Cousin seines Nationalmannschaftskollegen Stern John.

## Karriere

### Jugend
John begann seine Laufbahn als Fußballspieler in US-amerikanischen College-Bereich. Erst spielte er für das Yavapai College in Arizona, dann für die American University in Washington, D.C. Außerdem spielte er in diversen nationalen und regionalen Collegeauswahlteams.

### Profi
Nach seinem College-Abschluss 1999 spielte er zuerst bei zwei Clubs in der A-League, der nach der MLS zweithöchsten US-amerikanischen Spielklasse. Zuerst bei den Boston Bulldogs und dann bei den New Orleans Riverboat Gamblers.
Im Herbst 2000 wechselte er in die League of Ireland und spielte dort nacheinander bei Shelbourne F.C., Longford Town und den Bohemians, während dieser Zeit stand er mehrfach in Vertragsverhandlungen mit französischen und englischen Profivereinen, wie Paris Saint-Germain und Colchester United, diese scheiterten aber an seinem Status als Nicht-UEFA-Ausländer. Nach einem kurzen Zwischenspiel in Südafrika bei den Orlando Pirates stand 2004 er kurz vor einem Vertragsabschluss entweder bei den Wycombe Wanderers oder Birmingham City in England, doch wurde ihm die Arbeitserlaubnis verweigert, so dass er in die MLS zu New England Revolution wechselte.
Bei den Revs verbrachte er bislang die meiste Zeit seiner Karriere. Er gehörte zum Stammaufgebot der Mannschaft. Trotz Verletzungen und Länderspielen, spielten er fast alle Spiele durch.
Am 1. Mai 2008 wechselte er zum Miami FC. Dort blieb er nur ein knappes Jahr, ehe er Ende April zu D.C. United wechselte. Anfang 2010 beendete er seine Karriere.

## Nationalmannschaft
Für die Nationalmannschaft von Trinidad und Tobago spielte er bereits seit der Qualifikation zur Fußball-Weltmeisterschaft 1998. Im April 2006 wurde er in die Auswahl seines Landes für die Fußball-Weltmeisterschaft 2006 in Deutschland berufen. Beim ersten Gruppenspiel von Trinidad und Tobago gegen Schweden bekam John nach zwei harten Fouls gegen den Schweden Christian Wilhelmsson die erste Gelb-Rote Karte der Weltmeisterschaft 2006. Dennoch wurde ihm nach der WM die Chaconia Medal seines Heimatlandes verliehen.